# سلبوغة بنية الأرجل
سلبوغة بنية الأرجل (الاسم العلمي:Solpuga brunnipes) هي نوع من العنكبوتيات يتبع جنس السلبوغة من الفصيلة السلبوغية.